# One (2012)
One är en svensk kortfilm från 2012 med regi och manus av Magnus Renfors. Filmen är en undergångsmusikal i fyra akter om ett mord utfört som en föreställning där alla utom huvudrollsinnehavaren vet utgången. Filmen ackompanjeras av Ane Brun och premiärvisades på Göteborgs filmfestival den 29 januari 2012.